# مارغريت دالي
مارغريت دالي (بالإنجليزية: Margaret Dale)‏ هي ممثلة أمريكية، ولدت في 6 مارس 1876 بفيلادلفيا في الولايات المتحدة، وتوفيت في 23 مارس 1972 بنيويورك في الولايات المتحدة.

## وصلات خارجية
- مارغريت دالي على موقع IMDb (الإنجليزية)
- مارغريت دالي على موقع أول موفي (الإنجليزية)
- مارغريت دالي على موقع قاعدة بيانات برودواي على الإنترنت (الإنجليزية)
- مارغريت دالي على موقع قاعدة بيانات الفيلم (الإنجليزية)